# Меё, Эстелла
Эстелла Меё (фр. Estella Meheux; род. 22 июня 1962) — сьерра-леонская легкоатлетка, выступавшая в беге на короткие дистанции, барьерном беге и прыжках в длину. Участница летних Олимпийских игр 1980 года.

## Биография
Эстелла Меё родилась 22 июня 1962 года.
В 1980 году вошла в состав сборной Сьерра-Леоне на летних Олимпийских играх в Москве. В беге на 100 метров заняла в забеге 1/8 финала 7-е место, показав результат 13,22 секунды и уступив 1,47 секунды попавшей в четвертьфинал с 5-го места Руфине Уба из Нигерии. В беге на 200 метров заняла в забеге 1/8 финала последнее, 6-е место с результатом 26,77, уступив 2,77 секунды попавшей в полуфинал с 4-го места Маризе Мазулло из Италии. В беге на 110 метров с барьерами заняла в четвертьфинальном забеге последнее, 7-е место с результатом 15,61, уступив 2,01 секунды попавшей в полуфинал с 5-го места Лоранс Эллуа-Машабе из Франции. Также была заявлена в прыжках в длину, но не вышла на старт.

## Личный рекорд
- Бег на 110 метров с барьерами — 15,2 (1980)[5]